# Chrysotus smithi
Chrysotus smithi är en tvåvingeart som beskrevs av Negrobov 1980. Chrysotus smithi ingår i släktet Chrysotus och familjen styltflugor. Inga underarter finns listade i Catalogue of Life.